# 3،2،1-ثلاثي ميثيل البنزين
3,2,1-ثلاثي ميثيل البنزين هو مركب عضوي هيدروكربوني عطري صيغته الكيميائية C9H12، ويوجد في الشروط القياسية على شكل سائل عديم اللون.
يعد هذا المركب أحد متصاوغات ثلاثي ميثيل البنزين.

## الوفرة والتحضير
يمكن أن يحضر المركب انطلاقاً من 3,2-ثنائي ميثيل الكحول البنزيلي بالتفاعل مع كاشف غرينيار. كما يمكن أن يحضر من مثيلة التولوين أو الزيلين.
يتوفر هذا المركب طبيعياً في قطران الفحم.

## الخواص
يوجد هذا المركب في الشروط القياسية على شكل سائل عديم اللون، وهو قابل للاشتعال.

## الاستخدامات
يستخدم المركب مادة بادئة في عدد من الصناعات مثل صناعة العطور وفي صناعة اللواصق، بالإضافة إلى استخدامه ضمن المذيبات العضوية الصناعية.